# Bomolocha recurvata
Bomolocha recurvata är en fjärilsart som beskrevs av George Francis Hampson 1909. Bomolocha recurvata ingår i släktet Bomolocha och familjen nattflyn. Inga underarter finns listade i Catalogue of Life.